# August von Kreling
August von Kreling (né le 23 mai 1819 à Osnabrück, mort le 22 avril 1876 à Nuremberg) est un peintre et sculpteur prussien.

## Biographie
Kreling est le fils du boulanger Johann Friedrich Kreling et de son épouse Marie Margarethe Biermann. Après le lycée d'Osnabrück (de), il apprend le métier de boulanger auprès de son père. À l'âge de 16 ans, il va à l'école polytechnique de Hanovre en 1835 et est un étudiant du sculpteur Ernst von Bandel.
Sur sa recommandation, Kreling s'inscrit à l'académie des beaux-arts de Munich l'année suivante, où il devient l'élève de Peter von Cornelius et Ludwig Schwanthaler. Au cours de ces années, Kreling abandonne presque complètement la sculpture au profit de la peinture. Kreling fait ses débuts artistiques avec neuf peintures au plafond qu'il crée pour le Hoftheater à Hanovre.
En 1847 et 1848, Kreling fait un voyage d'étude dans le nord de l'Italie, surtout à Venise, où il copie les œuvres de Véronèse.
En 1853, Kreling est chargé de la direction de l'académie des beaux-arts de Nuremberg à la demande du roi Maximilien II de Bavière. Il restructure cette école et à travers cette modernisation, cette école devient le modèle pour toutes les écoles similaires en Allemagne.
Kreling est directeur jusqu'en 1874. L'une de ses œuvres les plus importantes des premières années à Nuremberg est Le Couronnement de Louis de Bavière, que Kreling crée pour le Maximilianeum. Quand on lui propose le poste de directeur de l'académie des beaux-arts de Berlin, il refuse en raison du faible budget.

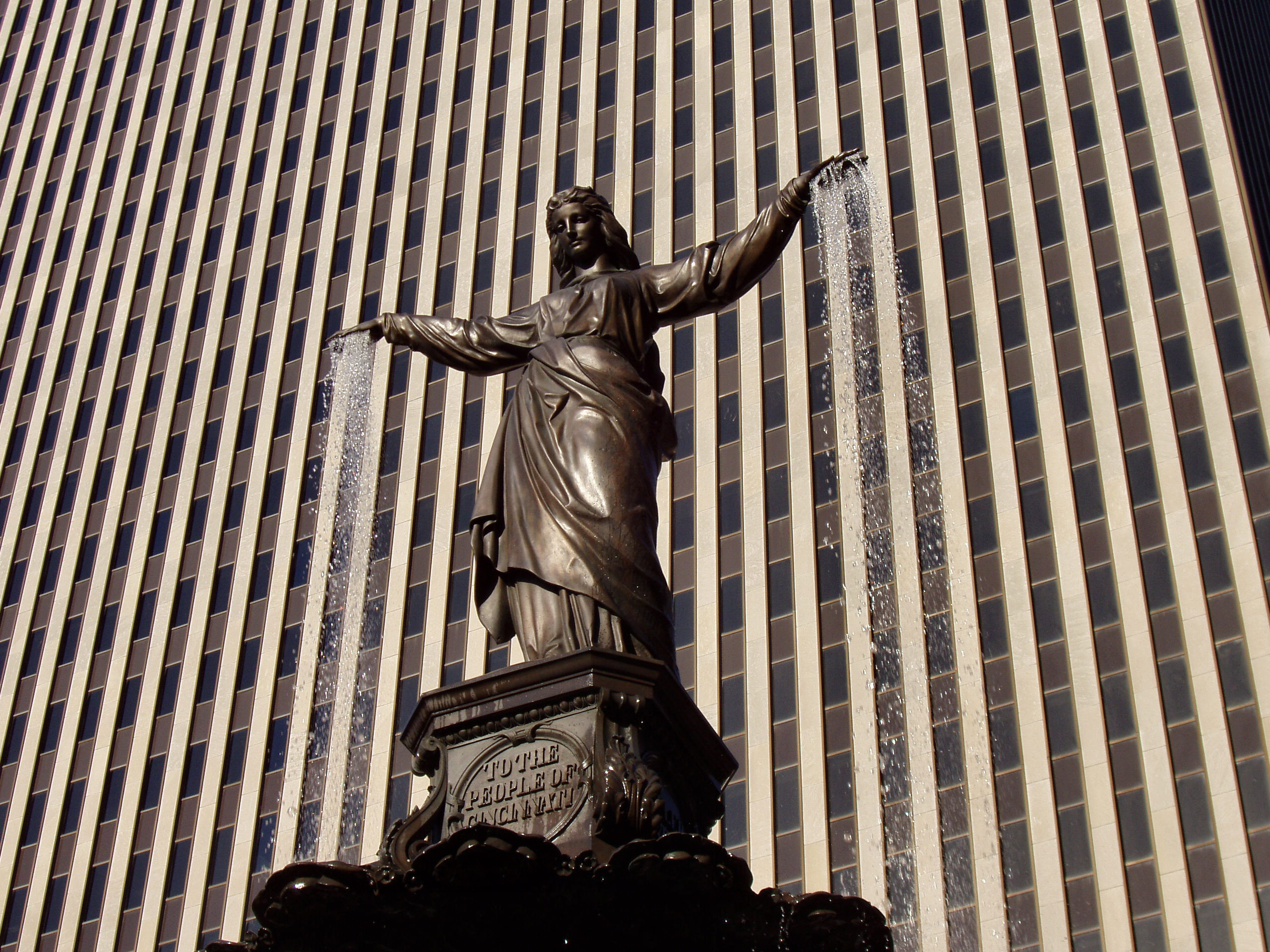
Allégorie de l'eau,, Cincinnati

En 1850, Kreling conçoit une figure de fontaine féminine allégorique de l'eau, commande de Henry Probasco (en), homme d'affaires et plus tard maire de Cincinnati. La médiation entre le client et l'artiste se fait par l'intermédiaire du maître de la fonderie royale de Munich Ferdinand von Miller, qui moule également cette sculpture en bronze. Avec cette figure, Probasco couronne une fontaine à Cincinnati en mémoire de son beau-frère Tyler Davidson (en).
En 1854, il épouse à Munich Johanna, une fille du peintre Wilhelm von Kaulbach. Avec elle, il a trois filles et deux fils, dont le peintre Wilhelm Kreling. La même année, il dirige la restauration du château de Nuremberg pour lequel il conçoit de nombreux meubles manquants dans le goût de l'époque.
Les princes du Liechtenstein engagent Kreling en 1858 comme architecte pour la reconstruction de leur château à Eisgrub (de) (dans l'actuelle Lednice, en Bohême), il redessine les bâtiments et aussi les jardins. Vers 1858, il esquisse des cartons pour les vitraux de l'église du marché de Hanovre. En 1859, Kreling accepte de dessiner le château Donner à Altona, que le banquier Bernhard Donner (de) avait confié à son beau-père Wilhelm von Kaulbach. En 1861, il est responsable de la décoration entière du festival de la chanson de Nuremberg.
Pour la ville de Weil der Stadt, Kreling crée le monument à Johannes Kepler en 1870, coulé à la fonderie Lenz & Herold à Nuremberg. C'est également à cette fonderie que Kreling réalise une statue du prince Henri II de Reuss-Gera.
En 1873, le roi Louis II élève Kreling à la pairie en décernant la croix de chevalier de l'ordre du mérite civil de la Couronne de Bavière et en 1875 de l'ordre bavarois de Maximilien pour la science et l'art.